# زیردریایی یو-۱۶ (۱۹۳۶)
زیردریایی یو-۱۶ (۱۹۳۶) (به انگلیسی: German submarine U-16 (1936)) یک زیردریایی بود که طول آن ۴۲٫۷۰ متر (۱۴۰ فوت ۱ اینچ) بود. این زیردریایی در سال ۱۹۳۶ ساخته شد.